# Dinoplax validifossus
Dinoplax validifossus är en blötdjursart som beskrevs av Edwin Ashby 1934. Dinoplax validifossus ingår i släktet Dinoplax och familjen Ischnochitonidae. Inga underarter finns listade i Catalogue of Life.